# Brabantse Biesbosch

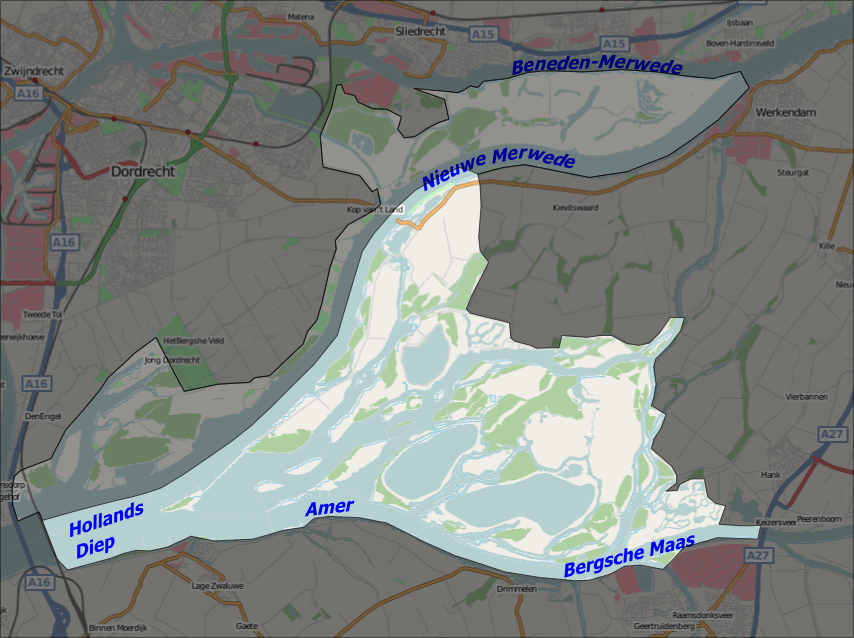
Kaart van de Brabantse Biesbosch

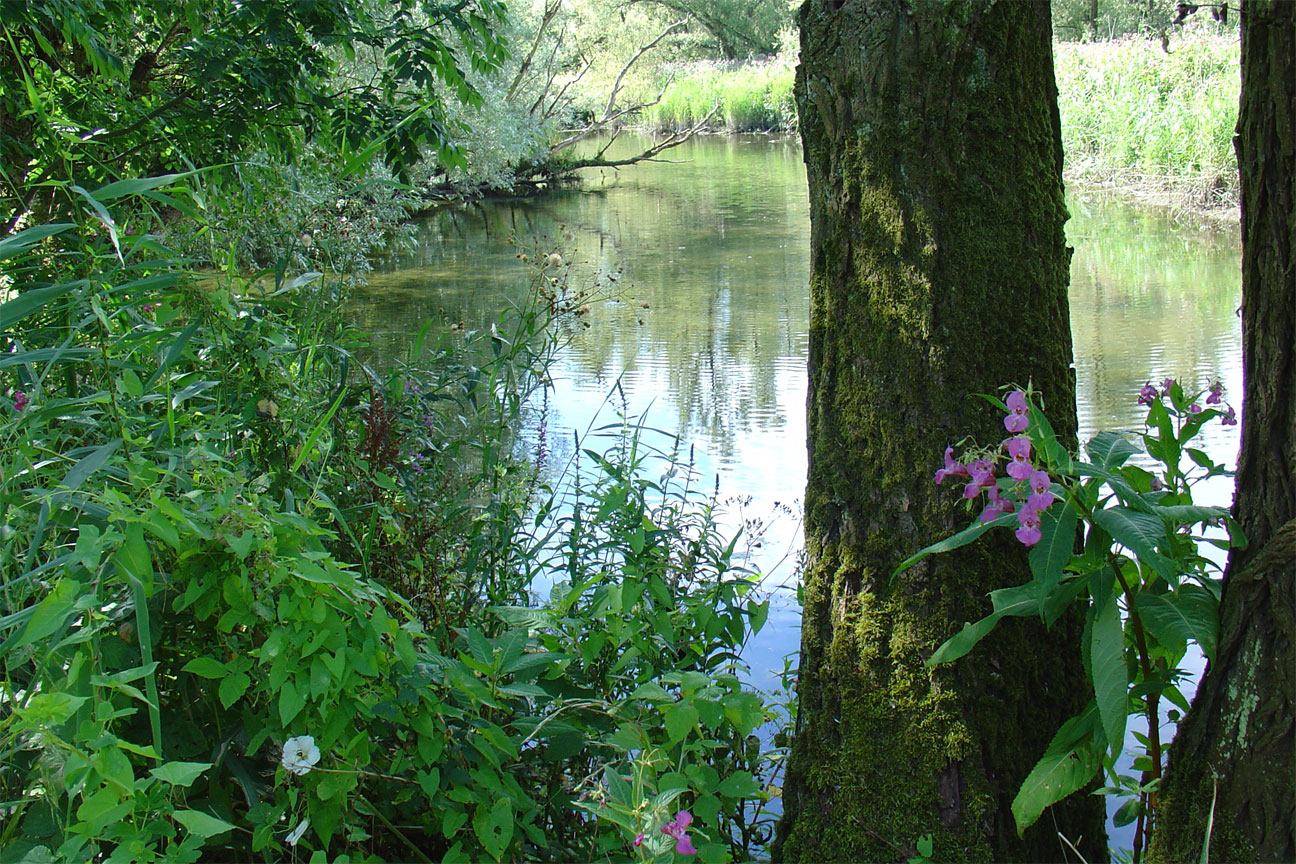
Langs het Jantjespad in de Brabantse Biesbosch

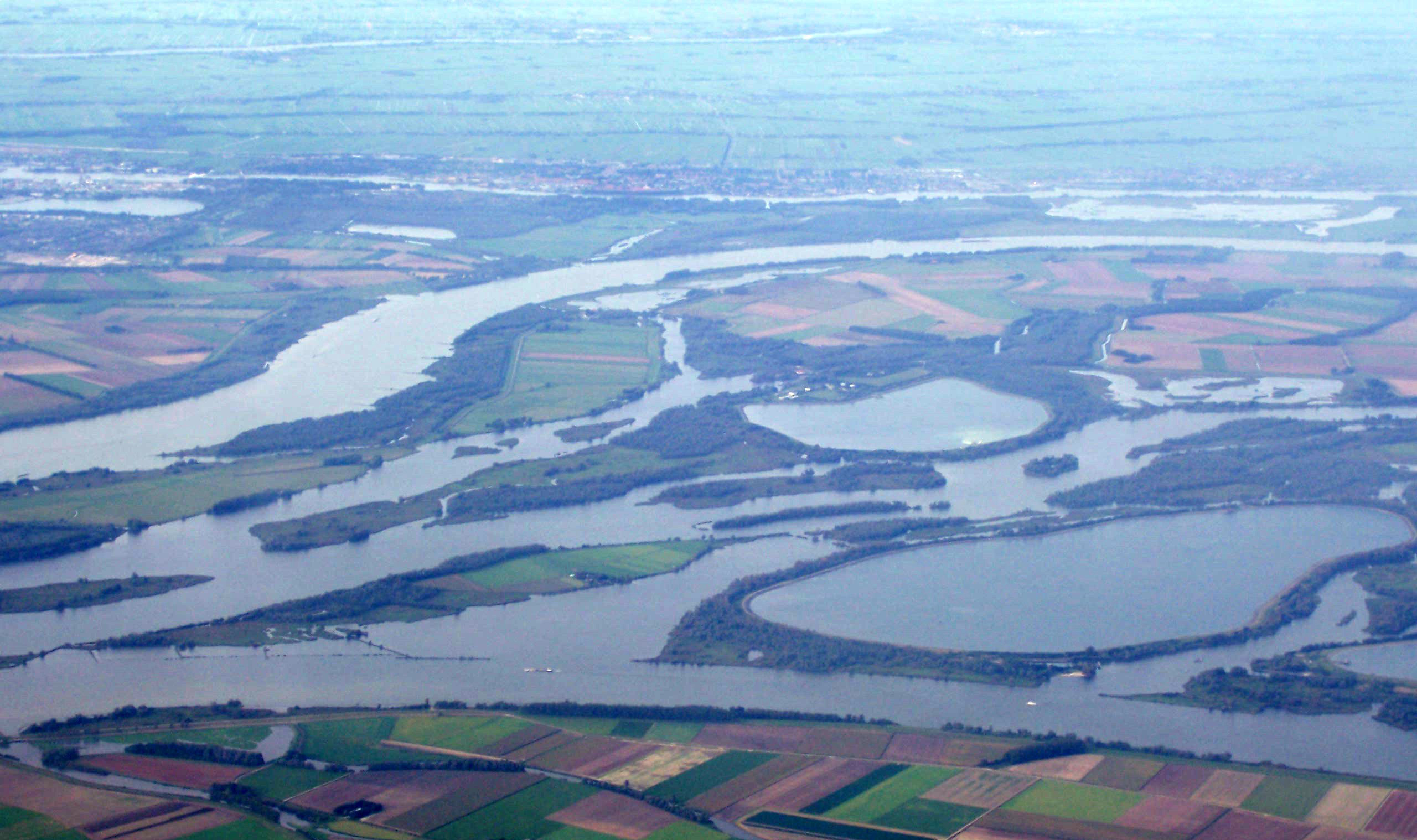
Luchtfoto van de Brabantse Biesbosch

De Brabantse Biesbosch vormt het grootste gedeelte van de Biesbosch, waartoe ook de Hollandse Biesbosch behoort. Ze ligt tussen de Nieuwe Merwede, de Amer en het Land van Heusden en Altena en heeft een oppervlakte van 3.638 ha. De Brabantse Biesbosch is eigendom van Staatsbosbeheer.
Het gebied ontstond na de Sint-Elisabethsvloed van 1421: een deel van het toen ondergelopen polderland is nooit meer opnieuw ingedijkt. Het betrof met name de Zuid-Hollandse Waard. Deze vormde sindsdien eerst een binnenzee. Uiteindelijk ontstond hier een zoetwatergetijdengebied. De rivieren Maas en Rijn voerden zand aan, waardoor zandplaten ontstonden. De mens exploiteerde de biezen, het riet en de grienden. Van de wilgentenen werden hoepels voor vaten vervaardigd, voorts schopstelen, manden, beschoeiingen en zinkstukken voor oeververdediging en waterwerken. Ook verschenen sedert het midden van de 19e eeuw polders in de Biesbosch. Sommige van deze polders zijn later omgevormd tot spaarbekken. Er zijn eind jaren 60 van de 20e eeuw drie van zulke bekkens aangelegd, en wel: Petrusplaat, Honderd en Dertig, en De Gijster. Ze bevatten buffervoorraden oppervlaktewater dat ten behoeve van drinkwatervoorziening uit de Maas wordt gewonnen. Ze hebben een gezamenlijke oppervlakte van 644 ha, en kunnen samen 0,0862 km³ water bevatten.
In de jaren 50 van de 20e eeuw verviel de griendcultuur, daar nieuwe materialen, zoals plastics, ter beschikking kwamen. Er wordt nog 23 ha griendcultuur geëxploiteerd. Door de uitvoering van het Deltaplan, met name de afsluiting van het Haringvliet, is de getijdendynamiek afgenomen van 2 meter niveauverschil tot enkele decimeters. Aldus is het gebied van karakter veranderd.
De verwildering van de grienden is gunstig gebleken. Vooral mossen en korstmossen hebben hiervan geprofiteerd.

## Gebied
De Brabantse Biesbosch is een nat gebied of wetland, waar grote groepen watervogels dekking, voedsel en nestgelegenheid vinden. Door verruiging en het opengraven van polders ontwikkelt zich geleidelijk een zoetwatermoeras met een enorme soortenrijkdom.
De Brabantse Biesbosch wordt met 250 ha uitgebreid. De polders Turfzakken, Kwestieus, Lepelaar, Plomp en de Moordplaat krijgen naast een natuurfunctie, ook een culturele functie. Het doel van de uitbreiding is om met name de waterbergingscapaciteit van de Biesbosch uit te breiden.
Het is een mooi gebied voor zowel natuur- als recreatiemogelijkheden. Ideaal om te wandelen, te fietsen of een boot-of kanotocht doorheen te maken.
De Brabantse Biesbosch bestaat uit twee delen. De Noord- en Zuidwaard. De Noordwaard is voornamelijk een landbouwgebied. De Zuidwaard heeft veel natuur- en recreatiemogelijkheden maar is alleen over water te bereiken.
De Brabantse Biesbosch bestaat onder andere uit de Polder Hooge Hof, Catharinapolder, Polder Jantjesplaat, Catharinaplaatjes, Buisjes’’, Beneden- en Boven Spieningpolder en Polder Maltha.
Alleen per water bereikbaar is onder meer de Noorderplaat, Doktershoek, Polder Turfzakken, Polder Kwestieus, Polder Noorderplaat, Polder de Plomp, Sint Jansplaat, Hofmansplaat en Toontjesplaat. Vlak bij Hank ligt de Aakvlaai en de Kurenpolder.

## Natuur
Het bos is op weg om een grotere variatie te verkrijgen. Aan broedvogels vindt men onder meer: blauwe reiger, havik, buizerd, boomvalk, bosuil, nachtegaal, grote bonte specht, wielewaal, zeearend en visarend. In totaal werden er 123 broedvogelsoorten geteld in 30 jaar. Van de zoogdieren komt de ree in groten getale voor (300 stuks) en in 1988 werd de bever uitgezet. Ook de zeldzame noordse woelmuis komt voor in de Biesbosch, al is deze plaatselijk door de aardmuis verdrongen. De roofdieren die voorkomen zijn de vos, de boommarter, de wezel, de bunzing en de hermelijn. Tot de plantengroei behoort: poelruit, groot springzaad, bittere veldkers en dotterbloem. In het riet vindt men grote karekiet en baardmannetje. Sommige vochtige wei- en hooilanden worden in stand gehouden en hier vindt men kemphaan, zomertaling en watersnip.

## Bezoekerscentra
Er zijn drie bezoekerscentra in de Biesbosch, in Drimmelen, Dordrecht en Werkendam: twee in de Brabantse Biesbosch en één in de Hollandse Biesbosch.
In de Brabantse Biesbosch staan bij de Bergsche Maas in Drimmelen het Biesbosch Bezoekerscentrum Drimmelen van Staatsbosbeheer en bij Werkendam het Biesbosch MuseumEiland. Hier is veel informatie over flora en fauna van de Biesbosch te vinden. In de Hollandse Biesbosch staat het Biesboschcentrum Dordrecht.